# Ноллис, Летиция
Лети́ция Но́ллис (англ. Laetitia Knollys, употреблялось также написание Lettice; 8 ноября 1543, Ротерфилд Грейс — 25 декабря 1634, Дрейтон Бассетт) — графиня Эссекс и Лестер. Мать Роберта Деверё, 2-го графа Эссекса, одного из фаворитов королевы Елизаветы I, и Пенелопы Деверё, леди Рич.
Летиция была внучатой племянницей второй жены Генриха VIII Анны Болейн и с детства была близка с их дочерью — будущей королевой Елизаветой I. В семнадцать лет Летиция вышла замуж за Уолтера Деверё, тогда носившего титул виконта Херефорда, позднее ставшего графом Эссексом. В этом браке родилось пятеро детей. После того, как Эссекс отбыл в Ирландию по государственным делам в 1573 году, у Летиции завязался роман с фаворитом королевы Робертом Дадли, графом Лестером. При дворе поползли скандальные слухи, усилившиеся после смерти Эссекса в 1576 году. Два года спустя Летиция тайно вышла замуж за Роберта Дадли. Когда королева узнала о браке, она отослала её от двора, фактически лишив общественной жизни. В браке с Лестером у Летиции родился только один ребёнок — сын Роберт, умерший в возрасте трёх лет. Смерть маленького Роберта лишила род Дадли возможности продолжиться по мужской линии. Союз Летиции с Лестером был счастливым, как и её третий брак с Кристофером Блаунтом, который был младше её на двенадцать лет.
Когда Летиция выходила замуж за Лестера, она была богатой вдовой; после смерти Лестера Летиции пришлось выплачивать его многочисленные долги. В 1604—1605 она успешно защитила свои вдовьи права в суде, когда её имуществу и доброму имени угрожал незаконнорожденный сын Лестера Роберт Дадли, который утверждал, что он был законным наследником своего отца, а его брак с Летицией был незаконен. Однако защитить старшего сына и третьего мужа ей не удалось: в 1601 года оба были казнены за государственную измену. С 1590-х годов она жила в основном в сельской местности в графстве Стаффордшир, где и умерла в возрасте 91 года в Рождество 1634 года.

## Биография

### Происхождение и ранние годы
Летиция Ноллис родилась 8 ноября 1543 года в Ротерфилд Грейс, графство Оксфордшир, и была второй дочерью и третьим ребёнком из шестнадцати (по другим данным — четырнадцати) детей в семье сэра Фрэнсиса Ноллиса, члена английского парламента при короле Генрихе VIII и шталмейстера принца Эдуарда, и Кэтрин Кэри, племянницы второй жены Генриха VIII Анны Болейн. Бабушка Летиции Мария Болейн некоторое время была любовницей Генриха VIII; это породило предположение, что Кэтрин Кэри на самом деле была незаконнорождённой дочерью короля. Таким образом, Летиция могла быть не только двоюродной племянницей королевы Елизаветы I по матери, но и её племянницей по отцу.
Ещё до брака мать девочки служила почётной фрейлиной при Анне Клевской и Екатерине Говард, четвёртой и пятой жёнах Генриха VIII. После прихода к власти дочери Генриха VIII — ярой католички Марии I, чета Ноллисов, исповедовавших протестантизм, в 1556 году была вынуждена отправиться в изгнание на континент и вместе с пятью детьми поселилась в немецком Франкфурте. Неизвестно, входила ли Летиция в число этих пятерых детей, или же она оставалась следующие несколько лет в доме принцессы Елизаветы, с которой семья имела тесные отношения с середины 1540-х годов. Ноллисы вернулись в Англию в январе 1559 года, через два месяца после восшествия Елизаветы I на престол. По возвращении сэр Фрэнсис был назначен на пост вице-камергера королевского двора, Кэтрин — старшей дамой опочивальни, а сама Летиция получила должность фрейлины королевы.

### Первый брак

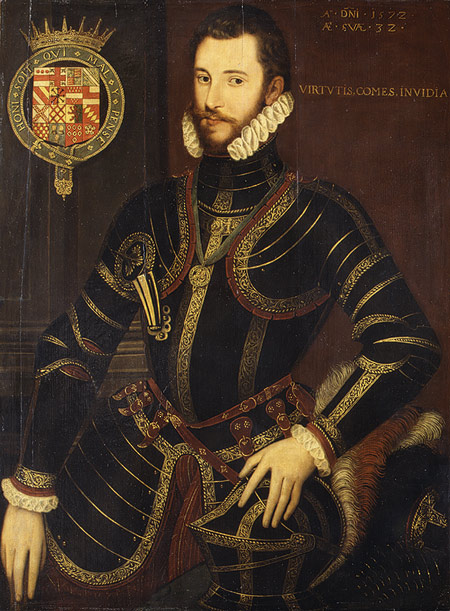
Уолтер Деверё, первый муж Летиции, 1572 год

В конце 1560 года Летиция вышла замуж за Уолтера Деверё, виконта Херефорда. Молодожёны поселились в семейной резиденции Уолтера в Стаффордшире — замке Чартли; здесь же в 1563 и 1564 годах родились их первые дети — дочери Пенелопа и Дороти. После заключения брака с Уолтером известно по меньшей мере об одном случае, когда Летиция возвращалась ко двору: летом 1565 года испанский посол Диего Гусман де Сильва описал её как «одну из самых красивых женщин при дворе» и любимицу королевы. Во второй половине 1565 года, уже беременная своим первым сыном, Летиция флиртовала с фаворитом королевы Робертом Дадли; Елизавета быстро узнала об этом и в порыве ревности отослала Летицию обратно в Стаффордшир, где в ноябре того же года та благополучно родила сына Роберта. После рождения Роберта у Летиции и Уолтера было ещё двое сыновей — Уолтер (1569—1591) и Фрэнсис (р. 1572), умерший вскоре после рождения.
В 1572 году супруг Летиции получил титул графа Эссекса. Год спустя он предложил королеве проект английской колонизации Ольстера, который Елизавета поддержала; осенью 1573 года Эссекс отправился в Ирландию для реализации проекта, где провёл следующие два года. Предположительно во время отсутствия супруга у Летиции завязался роман с Робертом Дадли, хотя достоверно её местоположение в этот период не известно. В 1573 году Дадли прислал ей в подарок в Чартли оленину из своей резиденции Кенилуэрт в Уорикшире, сама же Летиция дважды посетила охоту в Кенилуэрте в 1574 и 1576 годах. Она также присутствовала в июле 1575 года на девятнадцатидневном фестивале, устроенном Дадли для королевы в Кенилуэрте, после чего королева со всем двором (в числе придворных был и Роберт Дадли) отправилась в Чартли поприветствовать графиню Эссекс.
Когда Уолтер Деверё вернулся в Англию в декабре 1575 года, испанский агент в Лондоне Антонио де Гуэрас сообщал: «На улицах не таясь говорили… о большой вражде между графом Лестером и графом Эссексом… причиной которой, как говорили, было то, что когда Эссекс был в Ирландии, у его жены родилось двое детей от Лестера…» Эти слухи много лет спустя обсуждались в книге Leicester's Commonwealth — католическом подпольном издании, в котором высмеивался Лестер и его предполагаемые бесчинства. Графиня Эссекс в этой книге, после того, как у неё рождается дочь от Лестера, избавляется от второго ребёнка «жестоко и противоестественно» с помощью аборта, чтобы предотвратить обнаружение её измены мужем. В действительности же, нет никаких доказательств существования не только детей Летиции от Лестера, но и её романа с ним в период брака с Эссексом.
Граф Эссекс вновь отправился в Ирландию в июле 1576 июля. В Дублине во время эпидемии дизентерии он умер 22 сентября, сетуя на «хрупкость женщины» в своих последних словах. Сразу же после смерти Эссекса поползли слухи о том, что он был отравлен по приказу Лестера; слухи не прекратились даже тогда, когда официальное расследование показало, что Эссекс умер от естественных причин. Тело Уолтера было перевезено и захоронено в Кармартене в присутствии Летиции.
По завещанию мужа Летиция унаследовала часть земель, однако размер их был слишком мал; кроме того, замок Чартли не отошёл вдове, поэтому графиня вынуждена была искать новое жильё для себя и своих детей. Она часто останавливалась в доме своего отца в Ротерфилд Грейс, но всегда в обществе друзей; в Leicester’s Commonwealth утверждалось, что Лестер перевозил её «по стране — от дома к дому — по тайному пути». Летиция обращалась к властям с просьбой об увеличении наследства и, чтобы достичь компромисса с душеприказчиками покойного графа, грозила «по чьему-то коварному совету», что заявит о своих вдовьих правах, составлявших треть имущества Эссекса. Разбирательства длились семь месяцев и завершились удовлетворением требований Летиции, заявлявшей, что действует она в интересах детей. После получения наследства Летиция попыталась — хотя и безуспешно — добиться прощения королевой долгов её покойного мужа короне, которые сильно обременяли наследство её сына — юного графа Эссекса.

### Второй брак

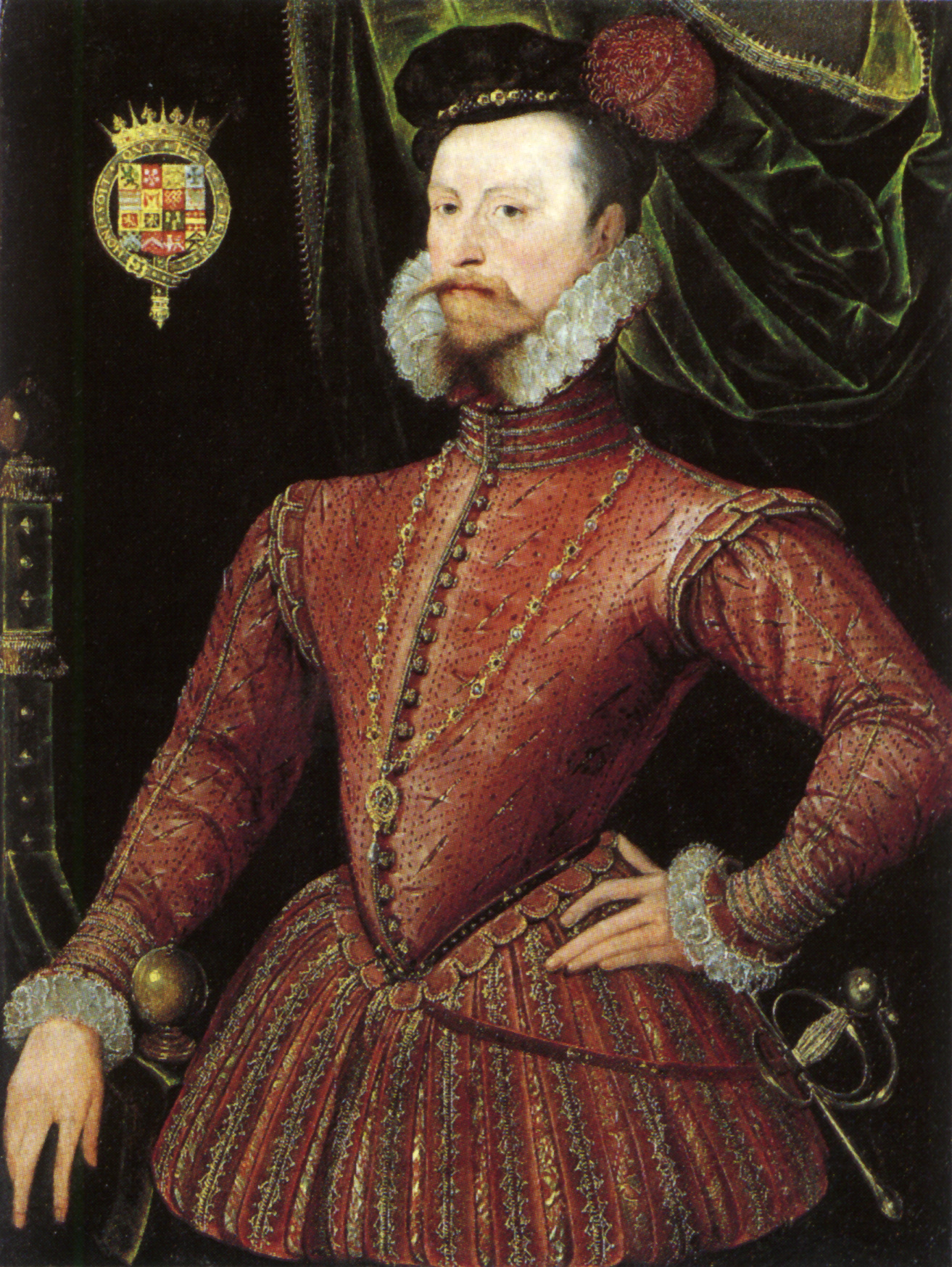
Роберт Дадли, второй муж Летиции

21 сентября 1578 года Летиция вышла замуж за Роберта Дадли. Церемония прошла в загородном доме Роберта в Уонстед-парк около семи часов утра; на церемонии присутствовало всего шестеро свидетелей, в том числе и священник: отец Летиции и её брат Ричард, брат Роберта Амброуз и двое его друзей граф Пембрук и барон Норт. Позднее капеллан Лестера Хамфри Тинделл отмечал, что Летиция была одета в «свободное платье» (домашнее утреннее платье); это вызвало предположение, что Летиция была беременна, а свадьба состоялась под давлением её отца. Однако предположение о беременности графини не имело доказательств; кроме того, Лестер обсуждал предстоящий брак с гостями в течение года до этого.
Лестер, овдовевший в 1560 году, в течение многих лет не оставлял надежды жениться на королеве, ради которой, как он признавался барону Норту, он «воздерживался от нового брака». Он также опасался реакции Елизаветы I, поэтому он планировал как можно дольше держать свой брак в тайне. Однако спустя два месяца после церемонии в Уонстед-парке о браке узнал французский посол Мишель де Кастельно; в следующем году о тайне Лестера узнала королева. Елизавета была в ярости. Она запретила Летиции появляться при дворе и не простила её до конца жизни, однако не признать брак она не могла.
Летиция продолжала именоваться графиней Эссекс в течение нескольких лет после заключения нового брака. Она жила очень скромно, часто навещая родных в Оксфордшире. В феврале 1580 года она совершенно точно была беременна. Для рождения наследника Лестера — Роберта, лорда Денби, в июне 1581 года графиня переехала в Лестер-хаус на Стрэнде. В 1582 году Летиция, по сообщениям французского посла, вновь ждала ребёнка, однако чем закончилась эта беременность неизвестно. В следующем году Летиция официально поселилась в лондонском доме мужа; Елизавета снова была в ярости. Спустя несколько недель Мишель де Кастельно побывал в гостях у Лестера и позднее писал, что «он специально пригласил меня отобедать с ним и его женой, которая имеет большое влияние над ним и которую он представляет только тем, кому хочет оказать особое внимание».
Роберт Дадли был близок с семейством Ноллисов с начала 1550-х годов; несколько братьев Летиции служили Роберту, и его брак только укрепил эту связь. Для четверых детей Летиции Дадли был щедрым и заботливым отчимом. Летиция же, фактически отстранённая от общественной жизни, оплачивала свои личные расходы и своих слуг из средств, полагавшихся ей как вдове графа Эссекса. 19 июля 1584 года умер трёхлетний сын Летиции и Роберта. Его смерть разрушила династические надежды Дадли. Роберт был вынужден отстраниться от придворной жизни на несколько недель, чтобы успокоить безутешную жену.
В 1585 году Лестер возглавил экспедицию для оказания помощи мятежным Соединенным провинциям против Испании. В январе следующего года он получил титул генерал-губернатора Нидерландов, чем вызвал гнев королевы; особенно разозлил Елизавету тот факт, что Летиция собиралась отправиться в Нидерланды вместе с мужем в сопровождении эскорта из «такого количества знатных дам… какого никогда не было у королевы». Томас Дадли, который сообщил Лестеру об этих обстоятельствах, подчеркнул, что «эта информация… [была] большой ложью». В это же время Роберт Дадли дал жене указания относительно некоторых земельных вопросов, которые должны были быть урегулированы в его отсутствие; это подразумевает, что Летиция ехать в Нидерланды не собиралась. Дипломат Уильям Девисон, которому Лестер поручил объяснить свой действия королеве, так описал свой визит к Ноллис во время этих событий: «Я нашёл её сильно обеспокоенной бурными новостями, которые она получила от двора, но немного утешилась, узнав, как я поступил с Её Величеством».
Лестер вернулся в Англию в декабре 1586 года, но уже в июне следующего года, к большому огорчению Летиции, вновь был отправлен в Нидерланды. В декабре 1587 года Лестер наконец покинул свой пост. В конце августа — начале сентября 1588 года супруги отправились в Кенилуорт и Бакстон; 4 сентября в Корнбери-парк, Оксфордшир, Лестер неожиданно умер, предположительно от малярии. Летиция похоронила мужа в октябре в Уорике. Она осталась весьма богатой вдовой: Лестер оставил ей вдовью долю, а общий доход с земель, доставшихся ей после обоих мужей составил три тысячи фунтов в год; кроме того, ей принадлежало имущество ещё на шесть тысяч фунтов. Несмотря на это, ещё долгое время после смерти Лестера Летиция вместе с братом Роберта Амброузом выплачивала его долги, составлявшие примерно пятьдесят тысяч фунтов, и занималась судебными тяжбами, связанными с ними.

### Третий брак
Весной 1589 года, примерно через семь месяцев после смерти Лестера, Летиции вышла замуж за его близкого друга — небогатого солдата-католика Кристофера Блаунта, который был младше Летиции на двенадцать лет. Этот брак был большой неожиданностью для окружения Летиции, а её сын Роберт, который стал новым фаворитом королевы, назвал его «неудачным выбором» матери. Сама Летиция напротив была весьма довольна своим выбором, о чём свидетельствовала её поздняя переписка. Сплетня, достигшая даже берегов Франции, объясняла выбор леди Лестер, как продолжала именовать себя Летиция, тем, что та ощущала себя беззащитной вдовой. Примерно 60 лет спустя появилась сатирическая поэма, в которой утверждалось, что Летиция отравила Лестера, чтобы спасти собственную жизнь, поскольку Лестер узнал о её связи с Блаунтом.

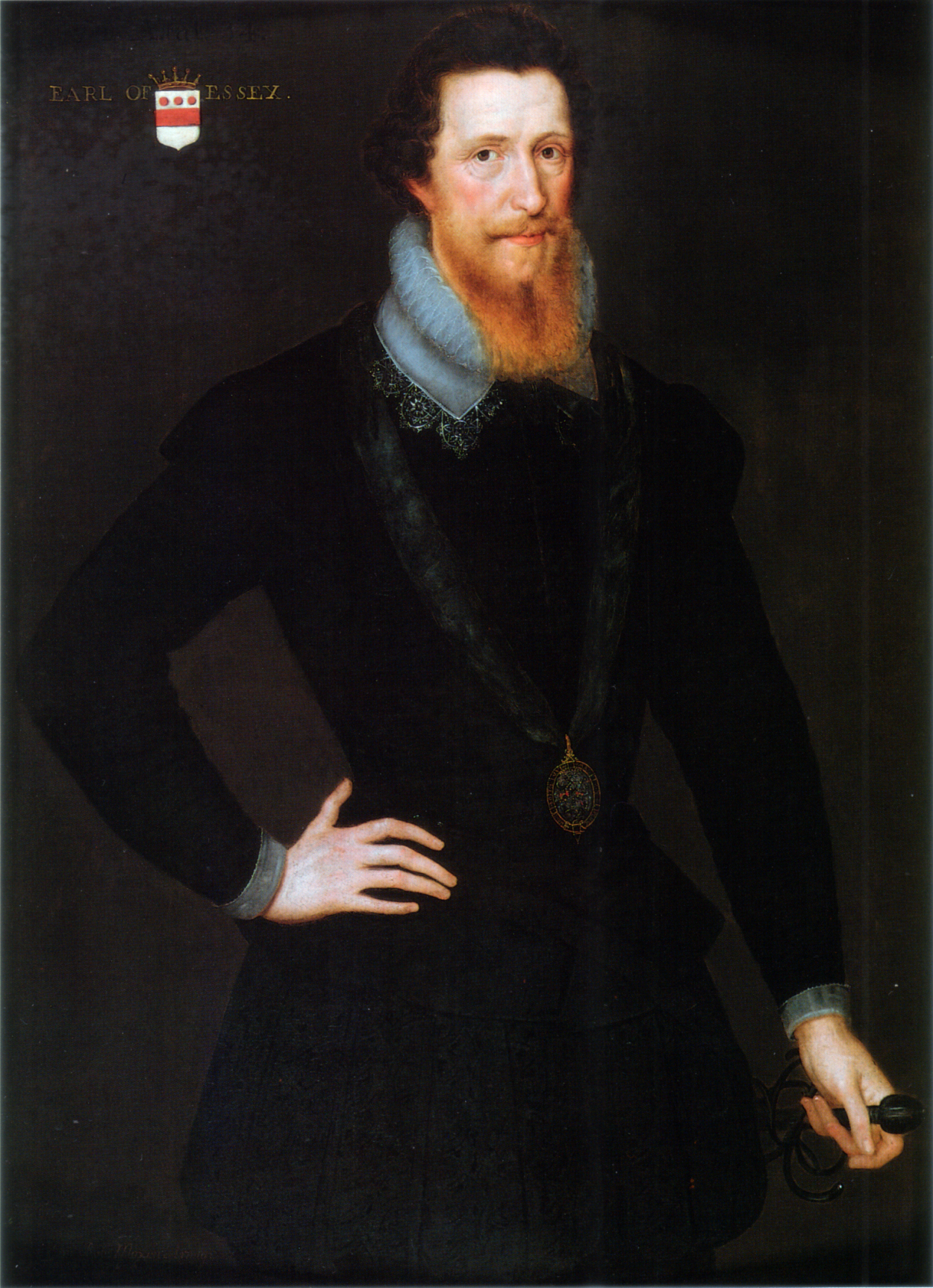
Роберт Деверё, старший сын Летиции

В 1593 году Летиция продала Лестер-хаус сыну, после чего переехала в особняк в Дрейтон Бассетте, Стаффордшир; этот дом оставался основным местом жительства Летиции вплоть до её смерти. Возвращаться в Лондон, не примирившись с королевой, леди Блаунт не планировала. В декабре 1597 года Летиция услышала от знакомых, что Елизавета I готова пойти на примирение с ней, и даже собиралась отправиться в «зимнее путешествие», если её сын — фаворит королевы — посчитает, что в этом есть смысл. Летиция приехала в Лондон и остановилась в Эссекс-хаусе, как теперь именовался Лестер-хаус, с января по март 1598 года; между Елизаветой и Летицией состоялась только одна короткая встреча, в ходе которой они обменялись вежливыми поцелуями, которые, впрочем, ничего не изменили.
После смерти второго сына, Уолтера, во время военной кампании во Франции в 1591 году, Летиция очень беспокоилась о безопасности старшего сына. В письмах к сыну Летиция обращалась к нему «милый Робин»; она тосковала, когда долго не получала от него вестей, и чувствовала себя беспомощной, когда он впадал в депрессию. После возвращения в 1599 году из Ирландии, куда он отправился подавлять антианглийское восстание без разрешения королевы и Тайного совета, Эссекс был заключён в тюрьму; его мать приехала в Лондон, чтобы ходатайствовать за него перед королевой. Она попыталась задобрить Елизавету подарком, в виде дорогого платья, однако та не приняла подарок, но и не отказалась от него. Попытки Летиции спасти сына только усугубили ситуацию. Тем не менее, Эссекса освободили 26 августа 1600 года, однако королева запретила ему появляться при дворе и отказалась возобновить откуп на налог на сладкие вина.
Лишившись своего главного дохода, Эссекс пришёл в отчаяние, и, в конечном итоге, решился пойти против королевы. Рассчитывавший на поддержку лондонцев, Роберт приготовился к захвату Сити 8 февраля 1601 года. В этом его поддержал и третий муж Летиции. Эссекс и Блаунт прибыли в Сити, однако поддержки не получили. Оба были арестованы, осуждены за измену и казнены с разницей в три недели весной 1601 года. Всё это время Летиция оставалась в Дрейтон Бассетте. Она потеряла не только последнего и любимого сына, но и «лучшего друга», которым был для неё третий муж.

### Последние годы
Казнь и лишение прав Эссекса и Блаунта привели к правовому спору Летиции по поводу оставшегося имущества Лестера. В ходе разбирательств она заявила, что Блаунт, дабы погасить долги Лестера, заложил её драгоценности и потратил большую часть её богатства. Кроме того, одним из наследников по завещанию Лестера стал его внебрачный сын от леди Даглас Шеффилд — Роберт. Он также должен был унаследовать замок Кенилуэрт после смерти брата Роберта Амброуза. Однако часть усадеб Летиции располагалась в окру́ге замка и, соответственно, по завещанию Лестера должна была отойти Дадли-младшему. После смерти Амброуза Летиции вновь пришлось судиться за своё имущество.

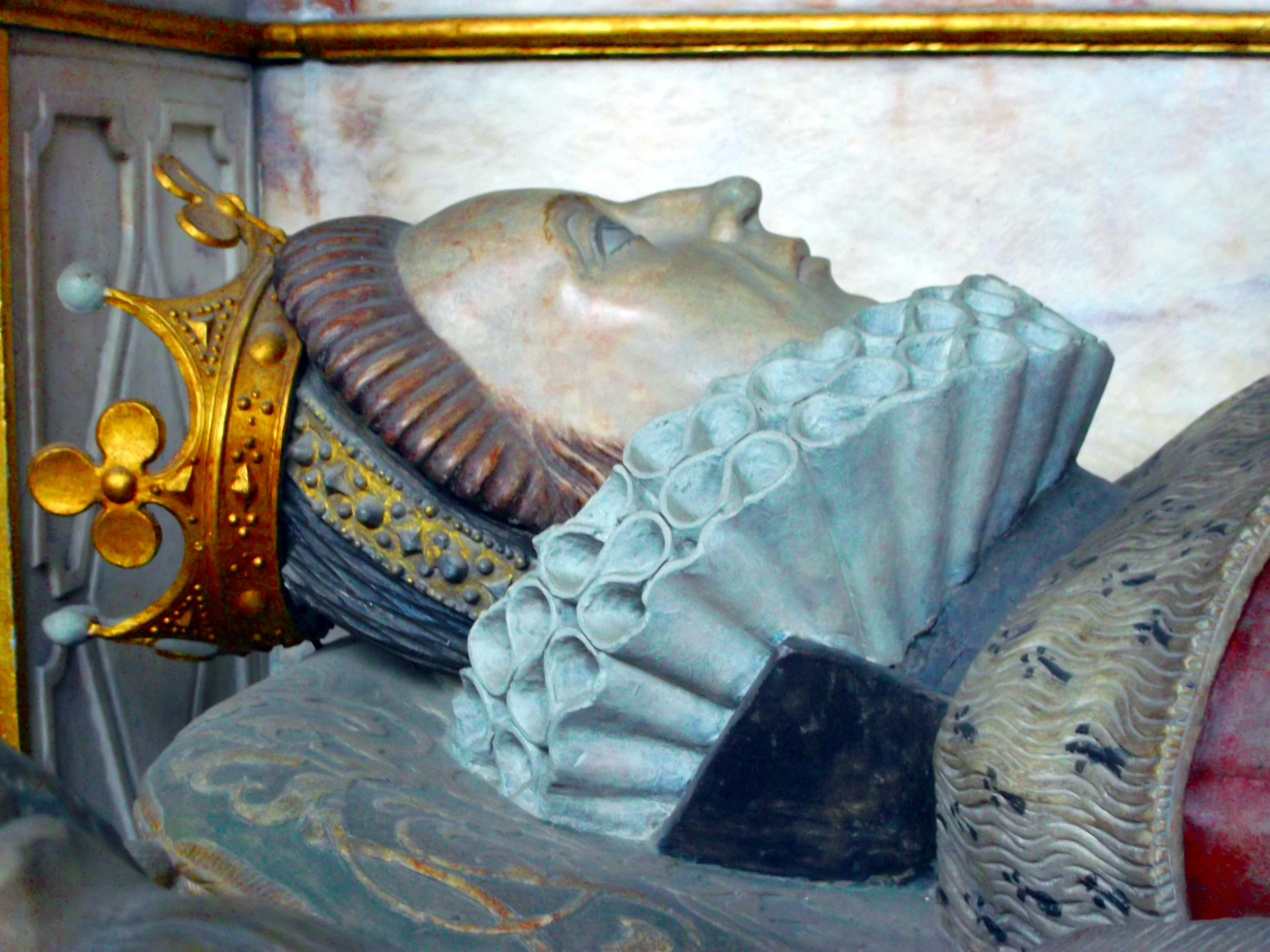
Эффигия Летиции в Коллегиальной церкви Святой Марии в Уорике

В 1603 году Роберт Дадли предпринял ряд шагов, чтобы доказать, что он был законным сыном своего отца, и, таким образом, наследником титулов графа Уорика и Лестера. В случае успеха, он смог бы не только признать брак Летиции и Лестера незаконным, но и лишить её прав на вдовью долю. В феврале 1604 года Летиция подала жалобу против Дадли в Звёздную палату, обвинив его в клевете. Жалоба была подкреплена заявлением сэра Роберта Сидни, племянника Роберта и Амброуза, который считал себя единственным законным наследником. Во время разбирательств в Звёздной палате 56 бывших слуг и друзей Лестера показали, что он всегда относился к Дадли как к бастарду. Кроме того, Роберт Сесил посчитал, что ясных доказательств Дадли приведено не было, потому вопрос был решён в пользу Летиции.
Смерть королевы Елизаветы I в 1603 году ознаменовала некоторую реабилитацию Летиции и её сына: король Яков I не только вернул её внуку Роберту титул и имущество отца, но и простил ей долги короне в размере четырёх тысяч фунтов.
На протяжении всей своей взрослой жизни Летиция заботилась о своих братьях и сёстрах, а также детях и внуках. С дочерьми Пенелопой и Дороти у Летиции были близкие и доверительные отношения. Кроме того, позднее 3-й граф Эссекс, внук Летиции, вспоминал, как проводил время «со старой графиней» в Чартли и Дрейтон Бассете. В возрасте около девяноста лет Летиция всё ещё была активна и проходила пешком по миле в день. Она умерла в своём доме в рождественское утро 1634 года в возрасте девяносто одного года, пережив всех своих детей. Для многих смерть Летиции стала символом ушедшего времени. Она пожелала быть похороненной в Уорике рядом со вторым мужем и маленьким сыном.

## Потомство
В двух первых браках Летиция родила шестерых детей: пятерых от Уолтера Деверё и одного от Роберта Дадли.

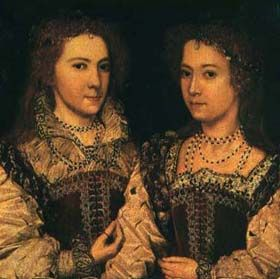
Дороти и Пенелопа Деверё, дочери Летиции от первого брака

- Пенелопа (1563—1607) — была замужем за Робертом Ричем, 3-м бароном Ричем, от которого родила семерых детей. Брак с Ричем не был счастливым, и в 1595 году Пенелопа завела любовника — Чарльза Блаунта. Рич не смел выражать своё недовольство этим союзом в то время, когда её брат граф Эссекс был фаворитом королевы. Но после казни Эссекса в 1601 году Роберт Рич немедленно выгнал Пенелопу. К этому времени у неё от Блаунта уже было трое детей, четвёртый ребёнок родился позднее. Леди Рич переехала к любовнику, и они открыто стали жить вместе. В 1605 году Рич подал на развод, на процессе Пенелопа призналась в супружеской измене. Развод был предоставлен, но в просьбе о втором браке и возможности узаконить детей было отказано. В результате Пенелопа и Чарльз сочетались браком в частной церемонии. Брак был заключён вопреки церковному праву, и король Яков I удалил их с позором от двора.
- Дороти[англ.] (ок. 1564—1619) — была дважды замужем. Первым браком за сэром Томасом Перротом[англ.]; неизвестно, сколько всего у Дороти было детей в первом браке, однако совершенно точно её дочерью была Пенелопа, последовательно побывавшая замужем за Уильямом Лоуэром[англ.][58] и Робертом Нойтоном[англ.]. Вторым мужем Дороти стал Генри Перси, 9-й граф Нортумберленд, от которого она родила четверых детей.
- Роберт (1565—1601) — 2-й граф Эссекс. Был женат на Фрэнсис Уолсингем[англ.], дочери государственного деятеля Фрэнсиса Уолсингема и Урсулы Сент-Барб[англ.]. В браке с Фрэнсис Роберт стал отцом пятерых детей. У него также был незаконнорожденный сын Уолтер[англ.] от любовницы Элизабет Саутвелл. Роберт был фаворитом королевы, однако к 1601 году отношения между ними испортились, и он решился на мятеж. Роберт был осуждён, лишён прав и титулов и казнён за государственную измену[45].
- Уолтер (1569—1591) — был женат на Маргарет Дейкинс[англ.], дочери землевладельца Артура Дейкинса и Томасины Гай. Уолтер был убит в Руане во время сражения в 1591 году[48].
- Фрэнсис (р. 1572) — умер вскоре после рождения[11].
- Роберт (1581—1584) — лорд Динби[26].

## Образ в современном искусстве
Летиция является второстепенным персонажем в фильме 1998 года «Елизавета». В фильме были искажены многие факты, в том числе имя леди Ноллис: вместо Летиции — Изабелла. Её роль исполнила актриса Келли Макдональд. Летиция также появляется в мини-сериале 2005 года «Королева-девственница»; роль леди Ноллис исполнила Сиенна Гиллори.
Семнадцатилетняя Летиция является одним из второстепенных персонажей романа Филиппы Грегори «Любовник королевы». Она также появляется в романе Виктории Холт «Мой враг — королева».